# Propolidium glaucum
Propolidium glaucum är en svampart som först beskrevs av Job Bicknell Ellis, och fick sitt nu gällande namn av Pier Andrea Saccardo 1884. Propolidium glaucum ingår i släktet Propolidium, ordningen Rhytismatales, klassen Leotiomycetes, divisionen sporsäcksvampar och riket svampar.   Inga underarter finns listade i Catalogue of Life.